# 巴納姆 (明尼蘇達州)
巴納姆（英語：Barnum）是一個位於美國明尼蘇達州卡爾頓縣的城市。

## 人口
根據2020年美國人口普查的數據，巴納姆的面積為2.61平方千米，當中陸地面積為2.61平方千米，而水域面積為0.00平方千米。當地共有人口620人，而人口密度為每平方千米238人。